# Linia kolejowa nr 194
Linia kolejowa nr 194 – jednotorowa, niezelektryfikowana linia kolejowa znaczenia miejscowego, łącząca stacje techniczne Pietrowice Wielkie i Kietrz. Linia obecnie nie jest eksploatowana w ruchu pasażerskim, natomiast jest wykorzystywana w ruchu towarowym.

## Historia
Linia została oddana do użytku w 1896 roku. W ówczesnym rozkładzie jazdy na linii kursowało 7 par pociągów dzienne. W 1993 roku liczbę kursujących pociągów ograniczono do 1 pary, a finalnie ruch pasażerski zawieszono. Ponadto w tym samym roku zamknięto przystanek w Gródczankach.
W 2011 roku samorządowcy z powiatów głubczyckiego i kędzierzyńsko-kozielskiego zaproponowali przekształcenie nieużytkowanej linii kolejowej na ścieżkę rowerową, argumentując, że szanse na przywrócenie ruchu pociągów na tej linii są zerowe.

## Charakterystyka techniczna
Linia w całości jest klasy D3, maksymalny nacisk osi wynosi 221 kN dla lokomotyw oraz wagonów, a maksymalny nacisk liniowy wynosi 71 kN (na metr bieżący toru). Linia podlega pod obszar konstrukcyjny ekspozytury Centrum Zarządzania Linii Kolejowych Sosnowiec, a także pod Zakład Linii Kolejowych Tarnowskie Góry. Prędkość maksymalna poruszania się pociągów na linii wynosi 20 km/h, a jej prędkość konstrukcyjna wynosi 60 km/h.
Na linii zostały wprowadzone ograniczenia jej użytkowania – posterunki Pietrowice Wielkie i Kietrz są zamknięte.

## Galeria

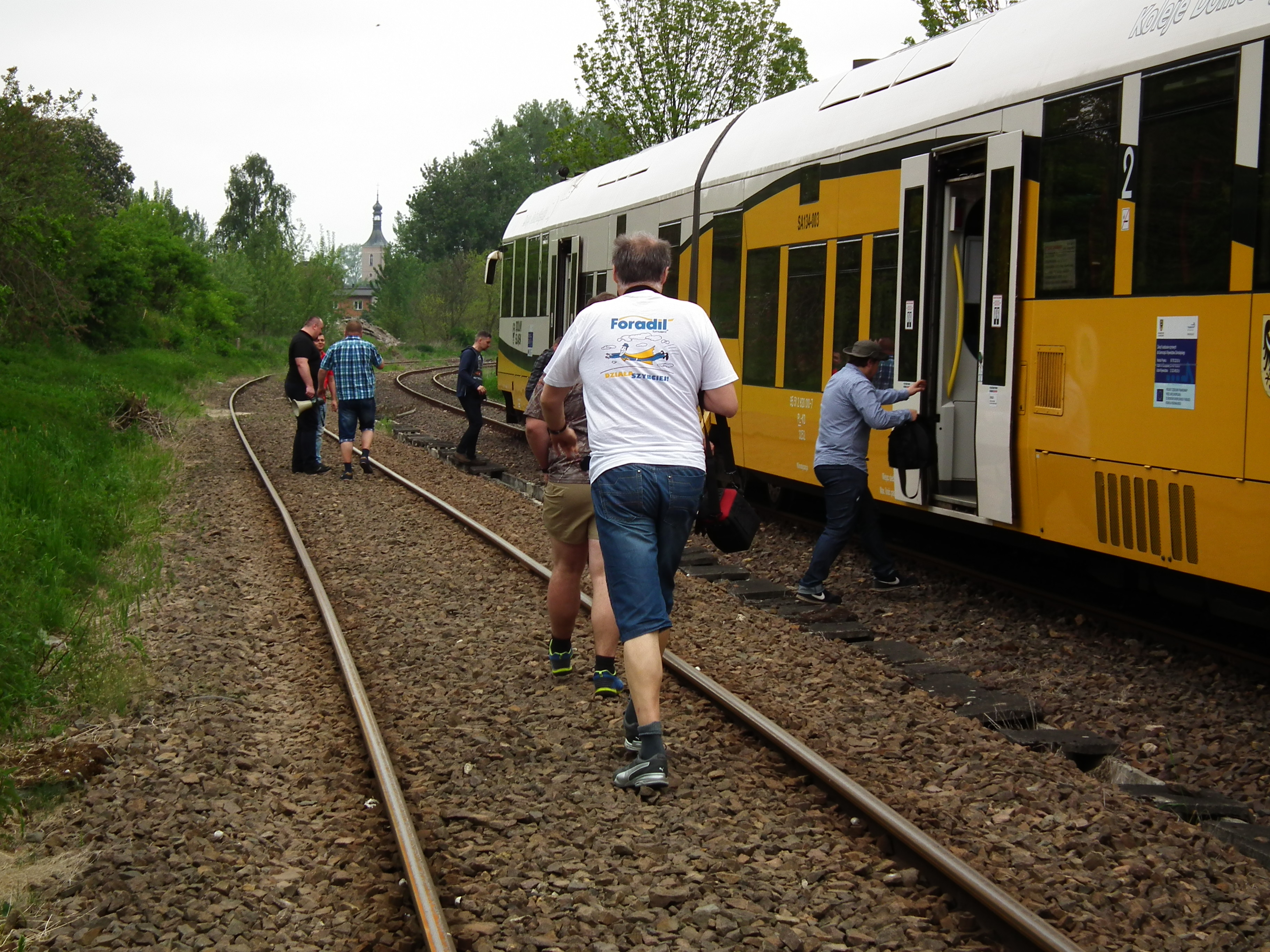
Skład specjalny Kolei Dolnośląskich „Opolskie Zakamarki” obok linii
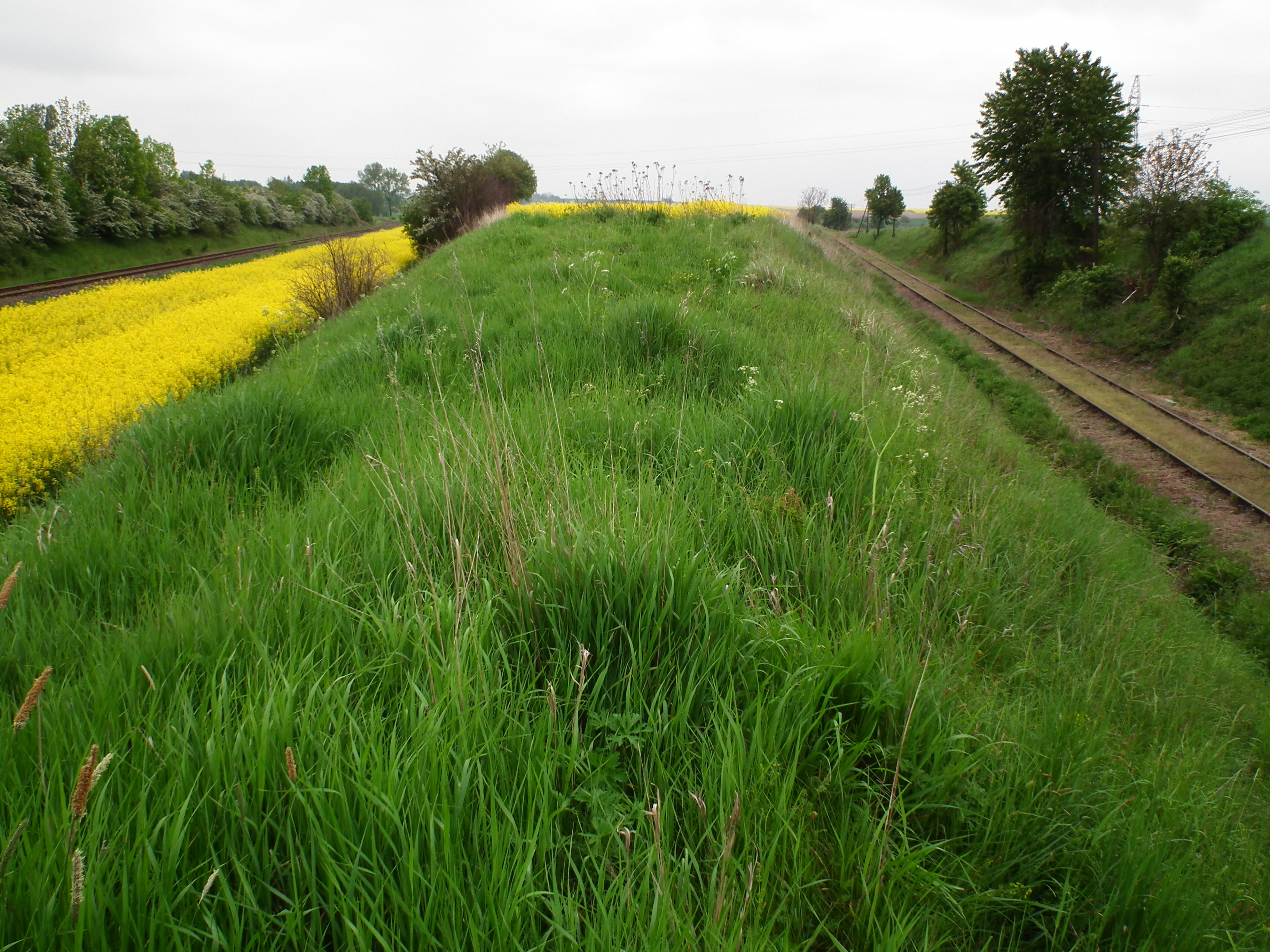
Rozejście się linii kolejowych
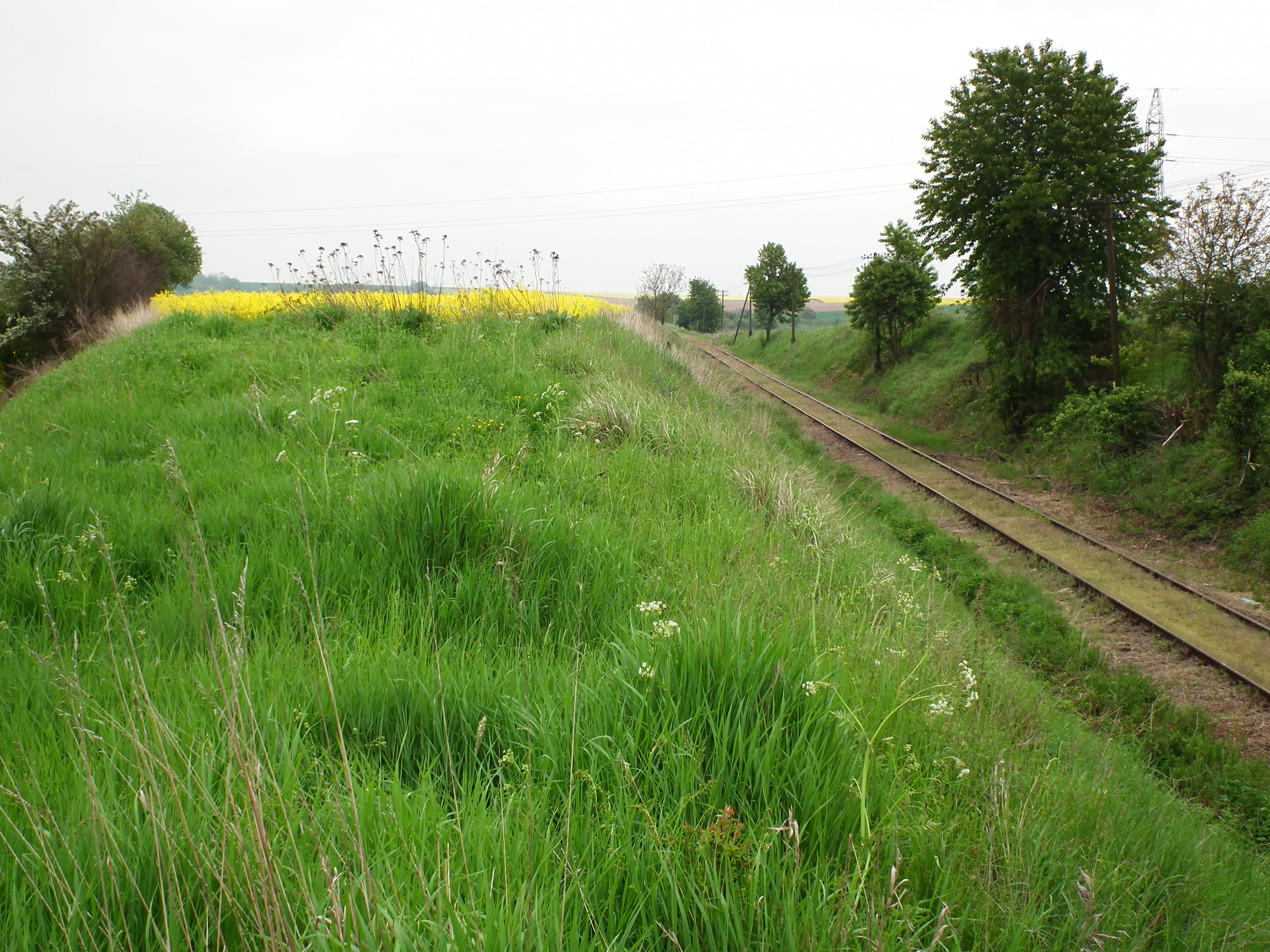
Widok w stronę Kietrza
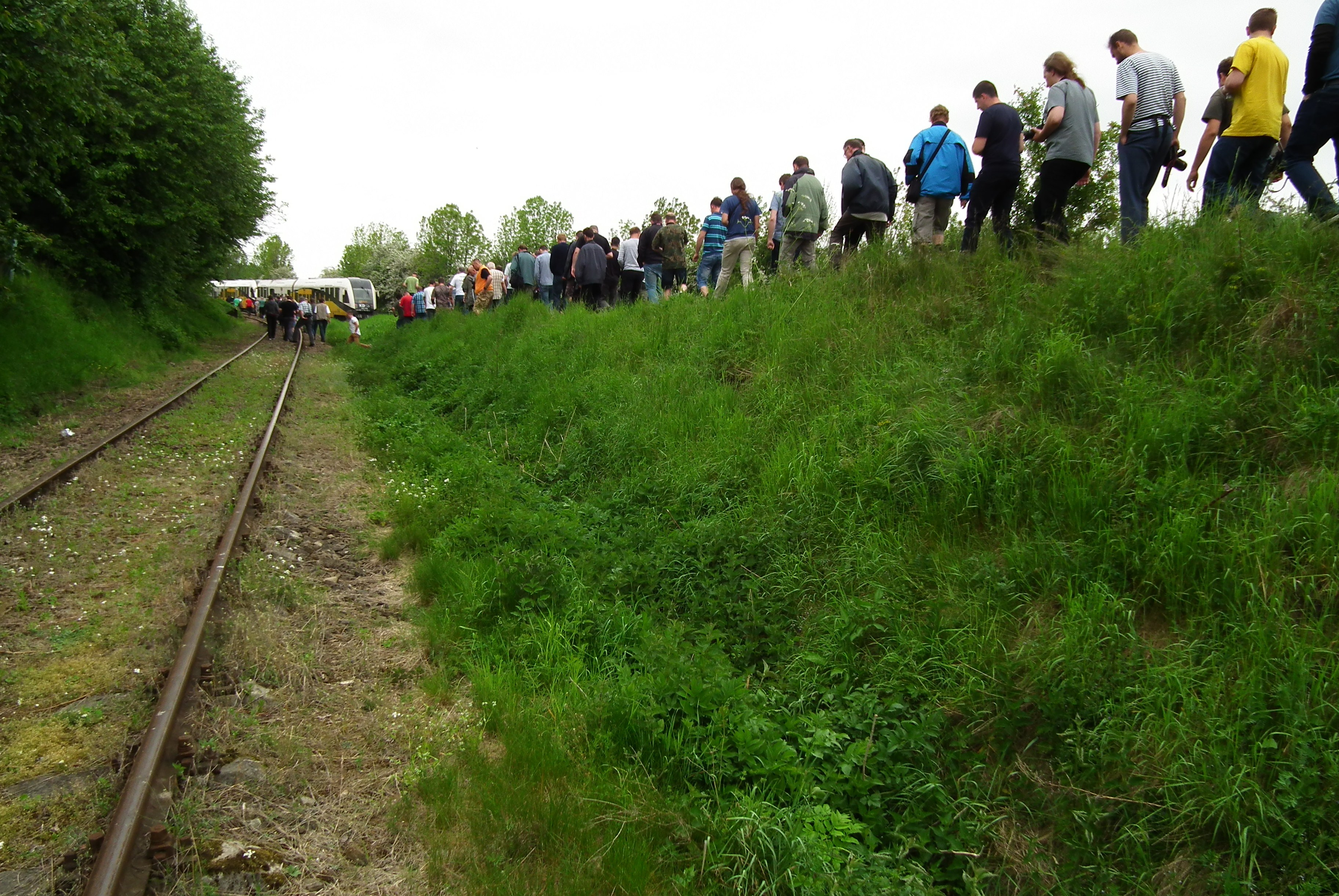
Linia w okolicach rozejścia się linii
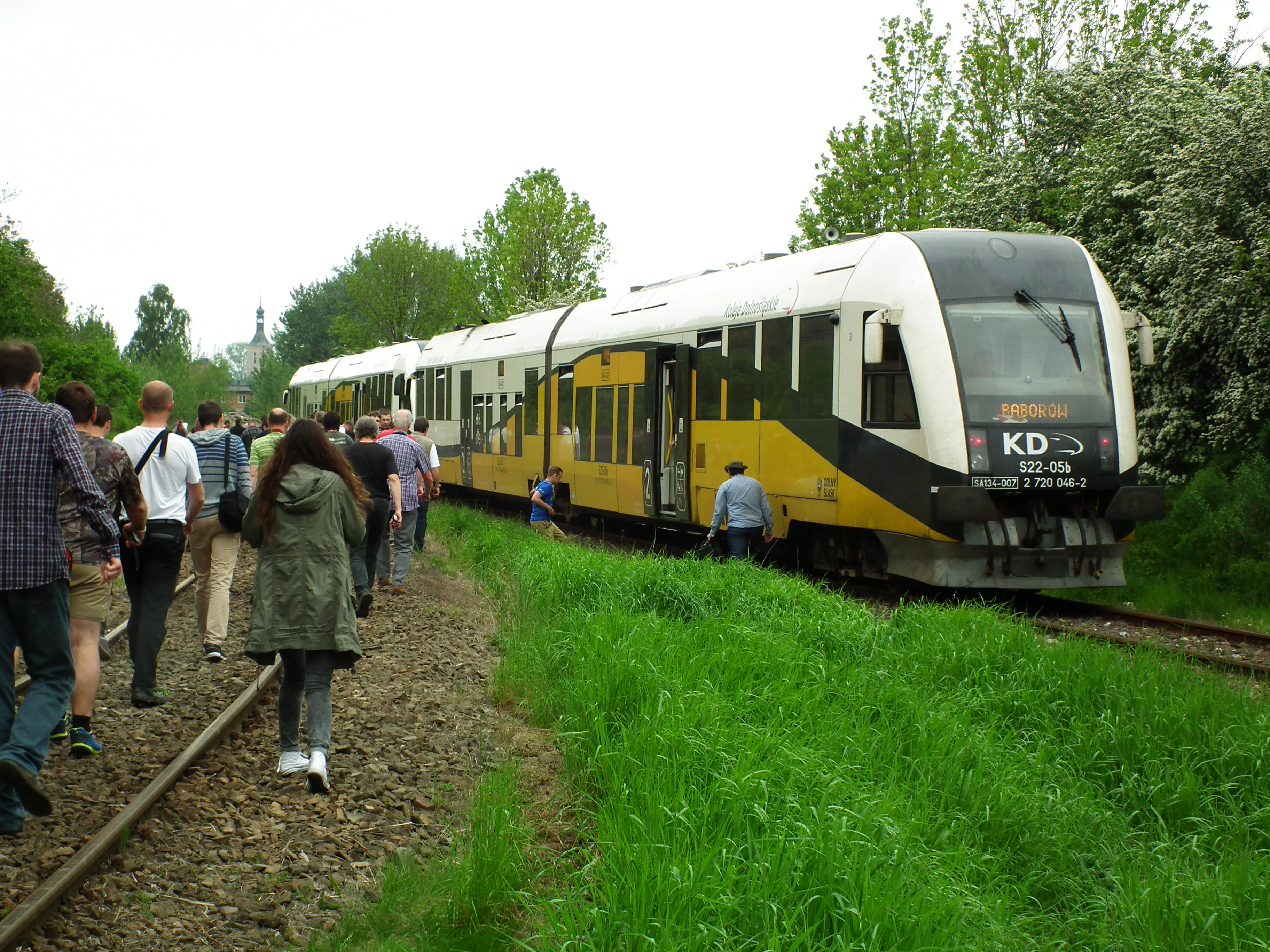
Skład specjalny Kolei Dolnośląskich „Opolskie Zakamarki” obok linii
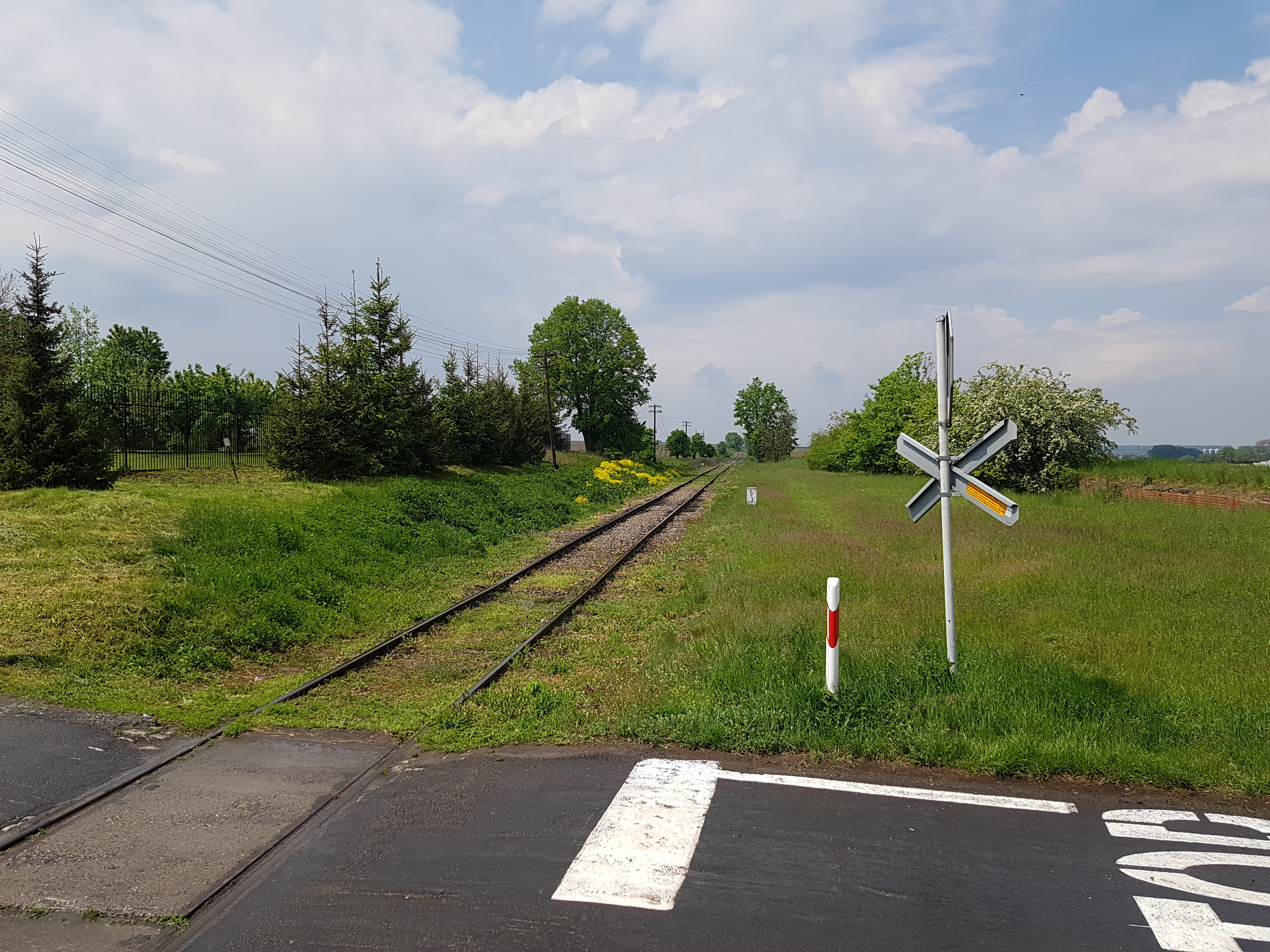
Przejazd kolejowy przy miejscu dawnego przystanku Gródczanki
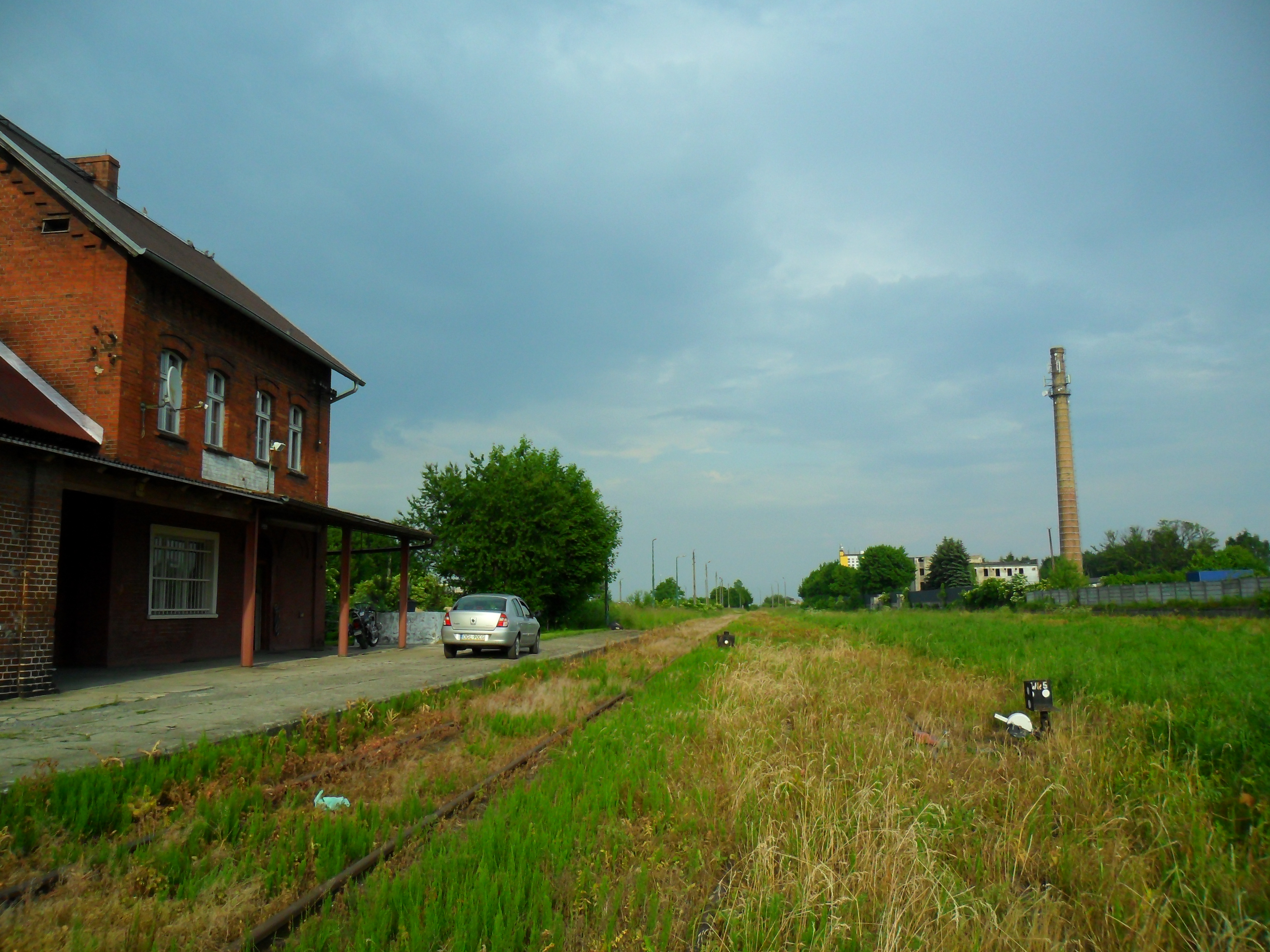
Stacja techniczna Kietrz
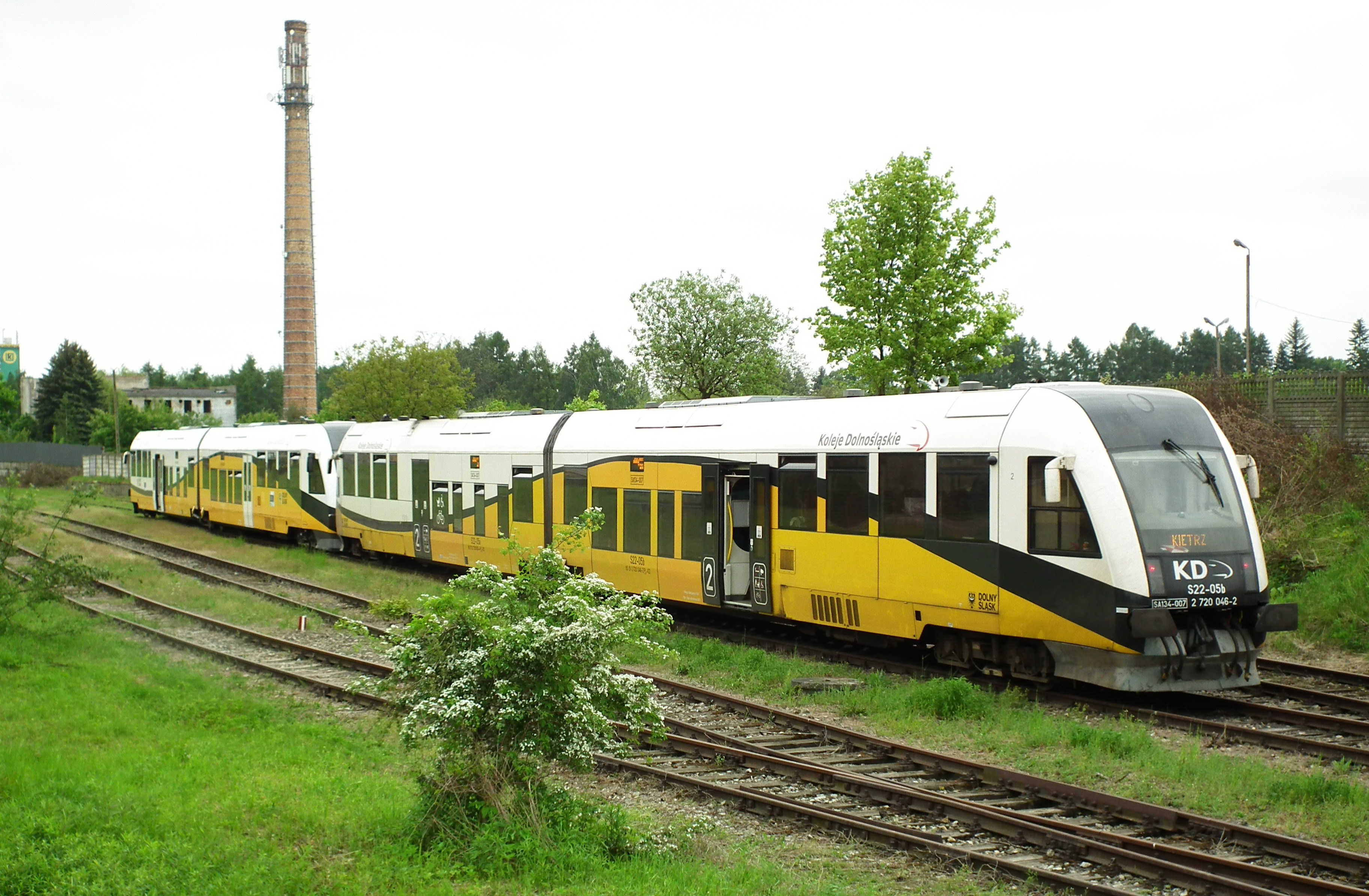
Skład specjalny Kolei Dolnośląskich „Opolskie Zakamarki” na stacji Kietrz
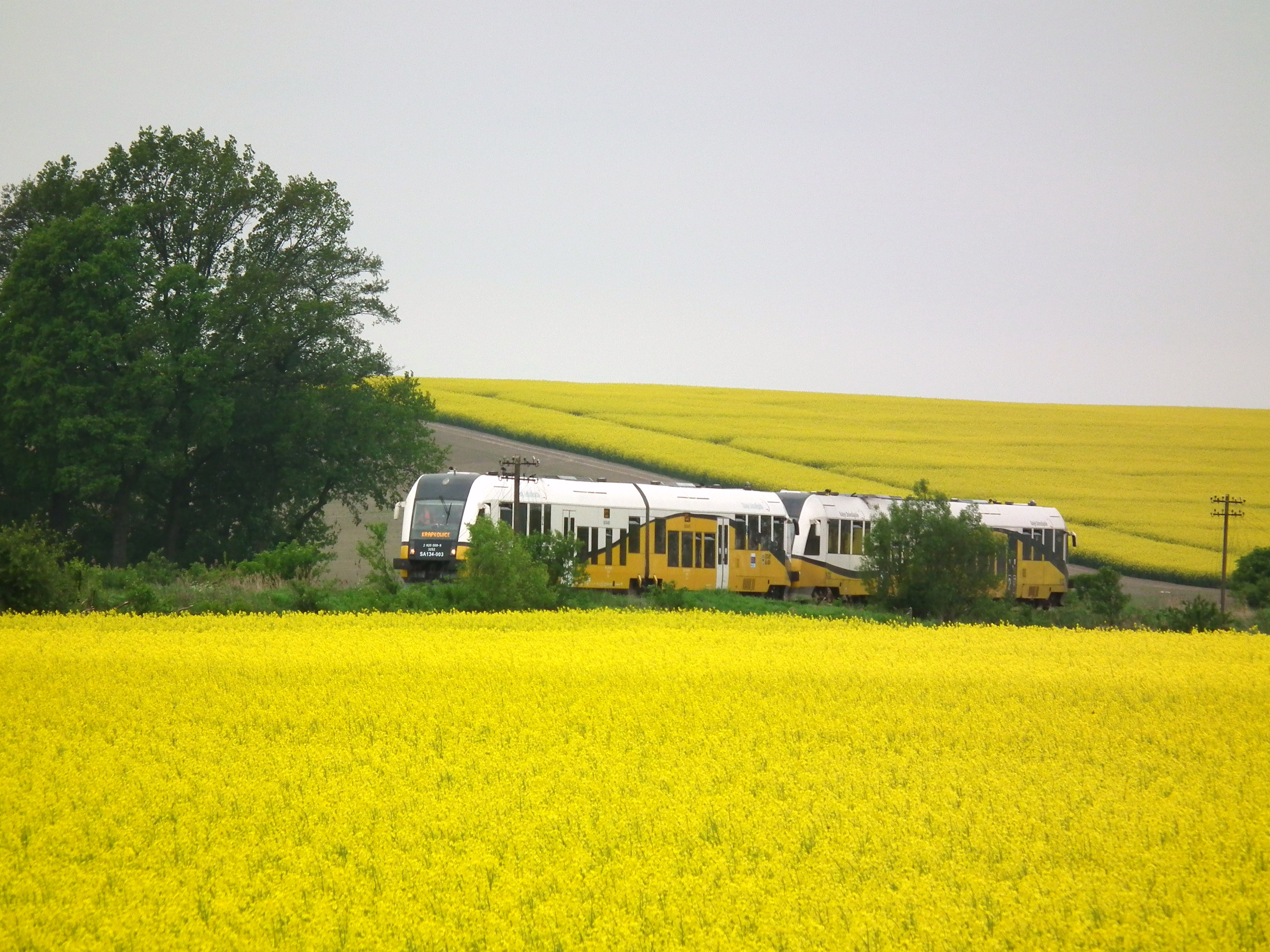
Skład specjalny Kolei Dolnośląskich „Opolskie Zakamarki” na linii
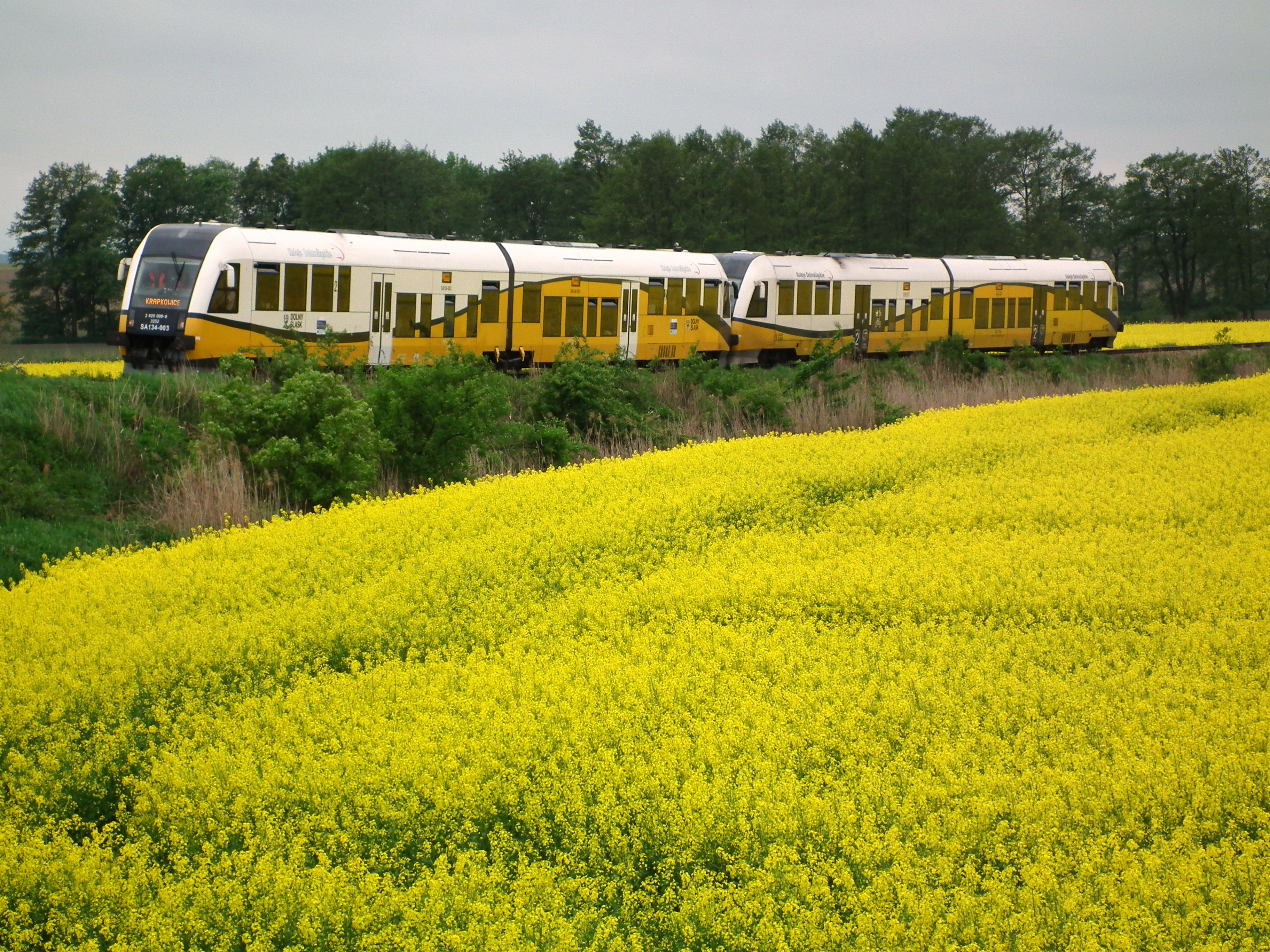
Skład specjalny Kolei Dolnośląskich „Opolskie Zakamarki” na linii